# Alba (Texas)
Alba é uma cidade  localizada no estado norte-americano do Texas, no Condado de Rains e Condado de Wood.

## Demografia
Segundo o censo norte-americano de 2000, a sua população era de 430 habitantes.
Em 2006, foi estimada uma população de 490, um aumento de 60 (14.0%).

## Geografia
De acordo com o United States Census Bureau tem uma área de
2,9 km², dos quais 2,9 km² cobertos por terra e 0,0 km² cobertos por água. Alba localiza-se a aproximadamente 138 m acima do nível do mar.

## Localidades na vizinhança
O diagrama seguinte representa as localidades num raio de 20 km ao redor de Alba.